# Eresos-Antissa
 Eresos-Antissa  (Grieks: Ερεσός-Άντισσα) is een voormalige gemeente in het meest westelijke deel op het Griekse eiland Lesbos (regio Noord-Egeïsche Eilanden). De deelgemeente valt onder de gemeente Lesbos en grenst in het oosten aan Kalloni.
In tegenstelling tot het zuidoostelijke deel van het eiland is dit deel dor en weinig begroeid. Het wordt weleens vergeleken met ‘maanlandschap’.

## Plaatsen in de deelgemeente Eresos-Antissa
De deelgemeente Eresos-Antissa heeft 7 plaatsen volgens onderstaande tabel
| Naam plaats       | Griekse spelling | inwoners 2001 | ligging                |
| ----------------- | ---------------- | ------------- | ---------------------- |
| Eresos            | Ερεσός           | 1.581         | 39° 10′ NB, 25° 56′ OL |
| Andisa            | Ατίσσα           | 1.340         | 39° 14′ NB, 25° 59′ OL |
| Vatousa           | Βατούσσα         | 570           | 39° 14′ NB, 26° 3′ OL  |
| Mesotopos         | Μεσσότοπος       | 1.039         | 39° 8′ NB, 26° 0′ OL   |
| Pterounda         | Πτερούντα        | 150           | 39° 13′ NB, 26° 3′ OL  |
| Sigri             | Σίγρι            | 402           | 39° 13′ NB, 25° 51′ OL |
| Hidira of Chidira | Χίδιρα           | 448           | 39° 12′ NB, 26° 2′ OL  |
|                   | totaal           | 5.530         |                        |

## Bijzonderheden

### Skala Eresou
Badplaats met veel toeristen. Ontmoetingsplaats voor lesbiennes. (ligging: 39° 8′ NB, 25° 56′ OL)

### Sigri
Het uiterst westelijke puntje van het eiland. Door het langsstromende ‘koude’ water wordt er hier veel kreeft gevangen.

### Hidira
Hier bevindt zich het 'Digital Museum Georgios Jakobides'. Het bevat reproducties van de hier geboren schilder Georgios Jakobides (1853-1932). Het is een klein, maar interessant en goed verzorgd museum.

### Versteende woud[3]

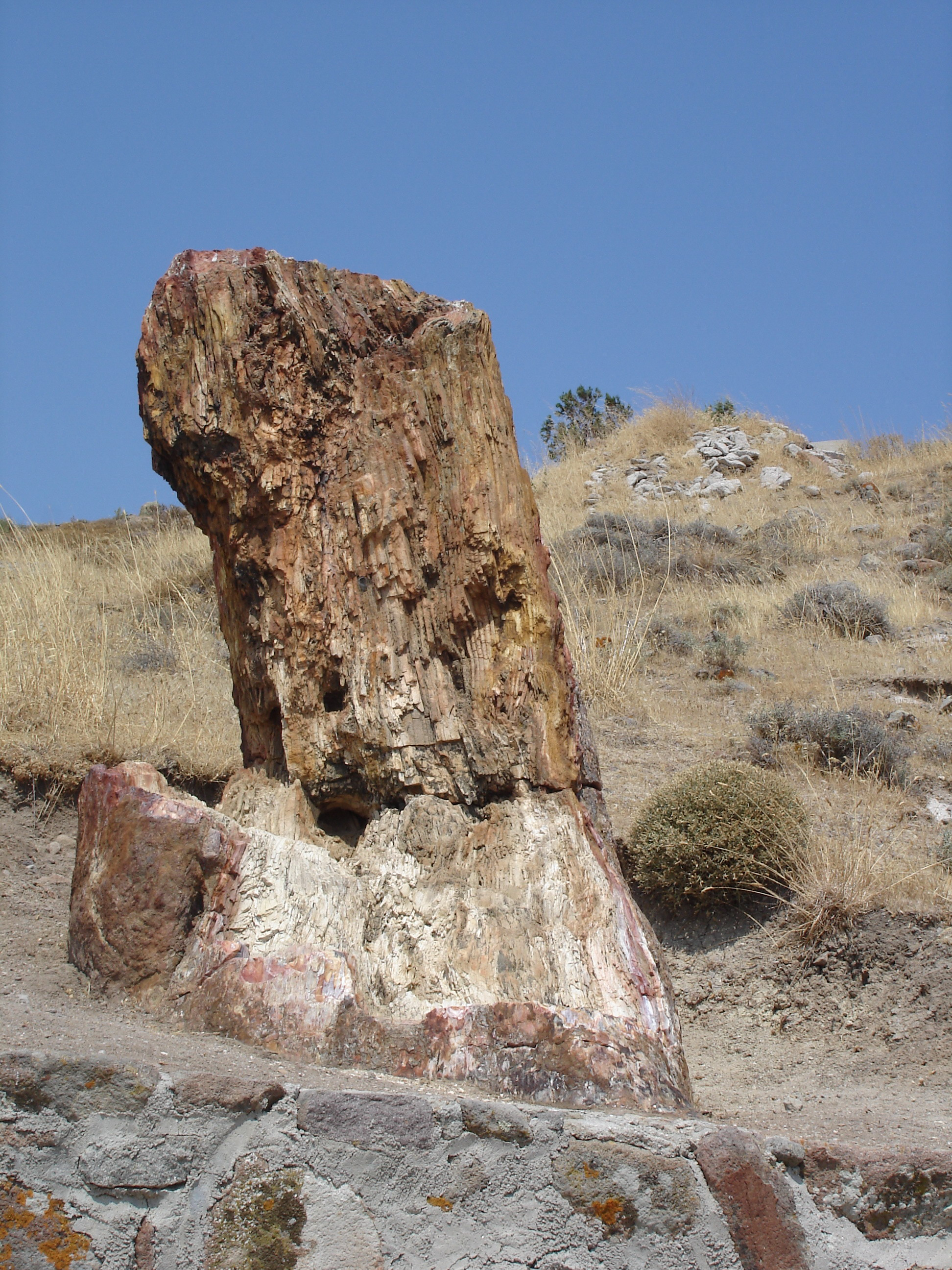
Versteend hout

Het Versteende woud bij Sigri op de westpunt van het eiland Lesbos is waarschijnlijk het grootste versteende woud van de wereld, meer dan 150 km². Er zijn stammen tot 22 meter lang. Grote versteende bomen, compleet met hun wortels, staan er nog rechtop. Sinds 1985 is het een beschermd natuurmonument. In Sigri is een museum "The Natural History Museum of the Lesvos Petrified Forest" waarin het proces van de verstening wordt uitgelegd. (Ligging: 39° 13′ NB, 25° 54′ OL)

### Kloosters
- Mono Ypilou

Hoog op een punt gebouwd klooster. Prachtig uitzicht over het dorre land. (ligging: 39° 13′ 52″ NB, 25° 56′ 8″ OL)
- Perivolis

(ligging: 39° 14′ 38″ NB, 26° 00′ 5″ OL)
- Pithariou

(ligging: 39° 10′ 27″ NB, 25° 57′ 39″ OL)

### Stranden
Rondom de kust prachtige stranden, vaak in mooie kleine baaien.
- Skala Eresou
- Sigri
- Lapsarna (ligging: 39° 16′ 47″ NB, 25° 55′ 21″ OL)
- Gravatas (ligging: 39° 16′ 44″ NB, 25° 58′ 31″ OL)
- Kambos (ligging: 39° 16′ 40″ NB, 25° 59′ 40″ OL)